# Південний Тихоокеанський мандат

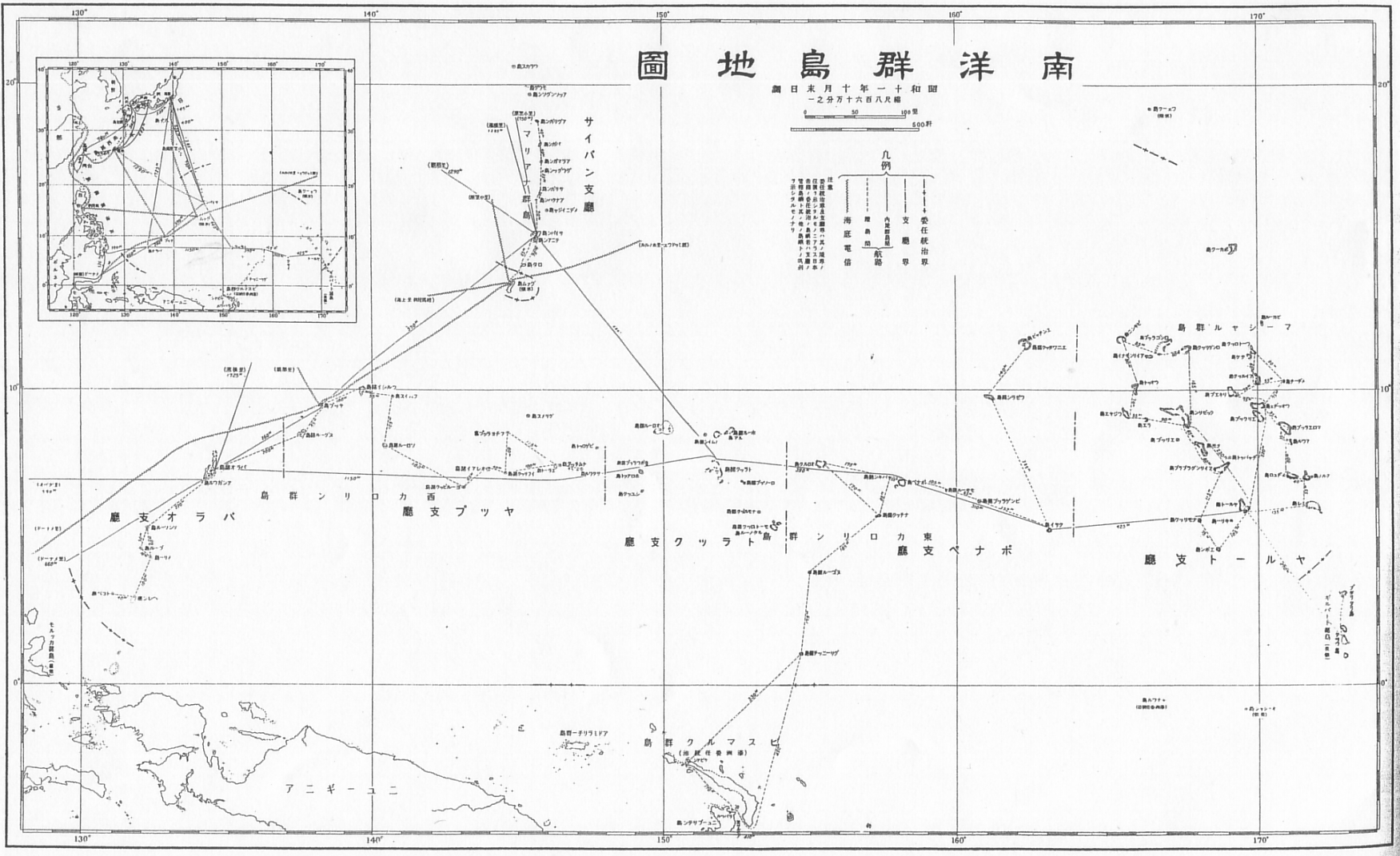
Японська мапа підмандатної території 1930-х

Південний Тихоокеанський мандат (яп. 南洋群島 Nan'yō Guntō, англ. South Pacific Mandate, офіційно Мандат на німецькі володіння в Тихому океані на північ від екватора (Mandate for the German Possessions in the Pacific Ocean Lying North of the Equator)) — мандатна територія, передана Лігою Націй в управління Японській імперії після поразки Німецької імперії в Першій світовій війні. Діяв з 1919 до 1947.
В Японії територія відома як "Мандат Японії на управління островами Південних морів" (яп. 委任統治地域南洋群島, Inin Tōchi-ryō Nan'yō Guntō) і керувався Урядом Наньйо (яп. 南洋廳, Nan'yō-chō).

## Походження
Японський інтерес до того, що вона називала «Південними морями» (яп. 南洋, Nan’yō) почалася в XIX столітті, до її імперської експансії в Кореї та Китаї. До 1875 кораблі нещодавно створеного Імператорського флоту Японії (ІФЯ) почали виконувати навчальні місії в цьому районі. Сіга Сігетака, письменник, який супроводжував круїз військово-морського флоту в цей регіон у 1886, опублікував свою Поточний стан справ у Південних морях (яп. 南洋時事, Nan’yō jiji) у 1887, вперше японський цивільний опублікував розповідь про Мікронезію з перших рук. Через три роки Сіга виступив за анексію території, стверджуючи, що це «розбудить експедиційний дух у деморалізованої японської раси». Незважаючи на привабливість імперіалізму для японської громадськості в той час, ані уряд Мейдзі, ані флот не скористалися жодними приводами, щоб реалізувати це народне прагнення. Саме завдяки комерційним операціям рибалок і торговців японці вперше почали робити ширшу присутність у регіоні, яка продовжувала зростати, незважаючи на виклики з боку конкуруючих німецьких комерційних інтересів. Хоча ентузіазм японської громадськості щодо експансії на південь спав на рубежі століть, низка важливих інтелектуалів, бізнесменів і військових продовжувала виступати за це. Серед них були адмірал Сато Тецутаро та член парламенту Такекосі Йосабуро. Останній заявив, що майбутнє Японії «не на півночі, а на півдні, не на континенті, а на океані» і що її «велике завдання» — «перетворити Тихий океан на японське озеро».
До початку Першої світової війни до складу імперії входили Тайвань, Корея, острови Рюкю, південна половина острова Сахалін (Префектура Карафуто), Курильські острови і Порт-Артур (Квантунська орендована територія). Політика Nanshin-ron («Доктрина експансії на південь»), популярна в ІФЯ, стверджувала, що Південно-Східна Азія та Тихоокеанські острови були зоною найбільшого потенційного значення для Японської імперії для економічної та територіальної експансії.

## Історія
Відповідно до умов Британо-японського союзу, після початку Першої світової війни 23 серпня 1914 Японська імперія оголосила війну Німецькій імперії, і взяла участь у спільній з британцями облозі Ціндао — німецької військово-морської бази в китайській провінції Шаньдун. На Імператорський флот Японії було покладено завдання знищення німецької Східно-Азійської крейсерській ескадри і захисту судноплавних маршрутів в Тихому та Індійському океанах. У ході виконання цього завдання Імператорський флот в жовтні 1914 без опору зайняв німецькі володіння на Маріанських, Каролінських, Маршаллових островах і архіпелазі Палау.
По закінчення війни, згідно Паризької мирної конференції була офіційно визнана японська окупація колишніх німецьких колоній в Мікронезії північніше екватора, і Японська імперія отримала мандат Ліги Націй на управління цими територіями. Відповідно до умов мандата категорії «C», Японська імперія почала розвивати острови як складову частину своєї імперії. Була прийнята програма інтенсивного економічного розвитку і стимулювання імміграції. Незабаром число японських, окинавських і корейських іммігрантів стало вдвічі перевершувати кількість тубільців.
У 1930-х роках Імператорський флот Японії почав зводити на підмандатній території порти, летовища, зміцнення та іншу військову інфраструктуру. Робота велася таємно, бо була прямим порушенням Вашингтонської морської угоди. Острови розглядалися як «непотоплювані авіаносці», і відігравали важливу роль як з точки зору оборони власне Японських островів, так і для планів наступальної війни.

## Військова окупація США 1944-1947 рр.
В ході боїв 1943-1945 років, в результаті Гілберто-Маршалловської і Маріанської операцій збройних сил США японці поступово втратили контроль над цими островами.
В ході Другої світової війни Палау став головною метою захоплення для сил Альянсу. У 1944 році острів Пелелю став ареною інтенсивних боїв між американськими та японськими військами. Битва закінчилася перемогою союзників, але з великими втратами для обох сторін. Наприкінці тихоокеанської війни палаусців вижило лише менше 5 тис. Всі виживші японці по закінченню війни були репатрійовані з держави. 
Мандат Ліги Націй був формально відкликаний Організацією Об'єднаних Націй в липні 1947 року, а управління Підопічною територією Тихоокеанські острови взяли на себе США.

## Ресурси Інтернету
- Hiromitsu Iwamoto: Japanese Southward Expansion in the South Seas and its Relations with Japanese Settlers in Papua and New Guinea, 1919-1940
- Francis X. Hezel: A Brief Economic History of Micronesia
- Thomas F. King: The Islands of the Japanese Mandate in 1937